# عزلة بني محمد (ذمار)

تعديل مصدري - تعديل

عزلة بني محمد هي إحدى عزل مديرية وصاب السافل في محافظة ذمار اليمنية ويبلغ تعداد سكانها 1096 نسمة حسب التعداد السكاني في اليمن لعام 2004.